# Rynkowo Wiadukt
Rynkowo Wiadukt – przystanek kolejowy, położony w granicach miasta Bydgoszcz, ok. 3,5 km na północ od centrum.
W roku 2018 przeprowadzono wymianę nawierzchni peronu.

## Ruch pasażerski
| Rok  | Wymiana pasażerska na dobę |
| ---- | -------------------------- |
| 2017 | 50-99                      |
| 2022 | 50-99                      |

## Połączenia (stan czerwiec 2021)
- Brodnica
- Bydgoszcz Główna
- Chojnice
- Gdynia Główna
- Grudziądz
- Tczew
- Tuchola
- Wierzchucin